# Oostveen

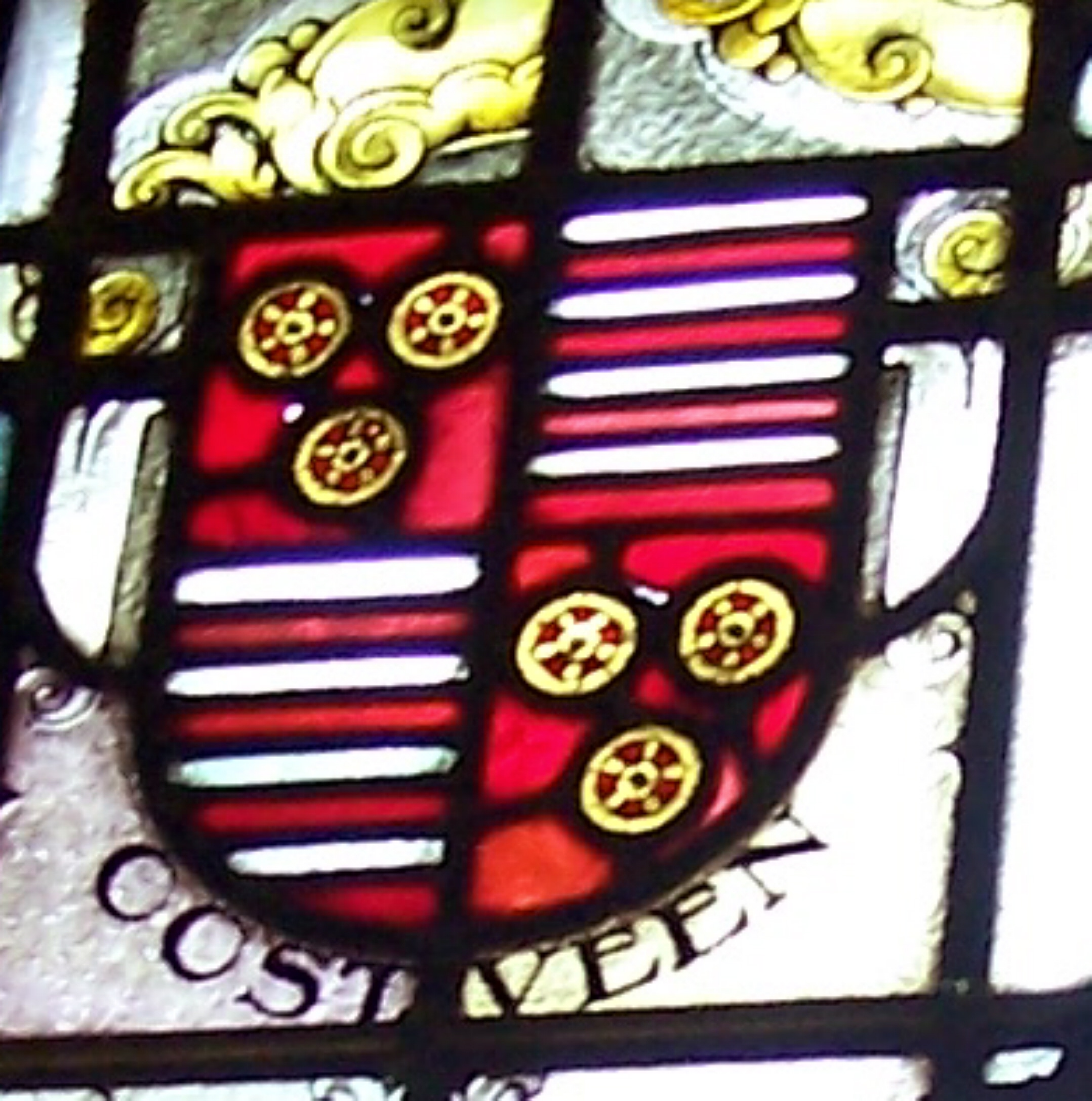
Wapen van Oostveen en het domkapittel
- fragment uit het glas-in-loodraam van het voormalig gemeentehuis van Maartensdijk

Oostveen is een voormalig Nederlands veengebied ten noorden van de stad Utrecht, ten zuiden van 't Gooi en ten westen van de Utrechtse heuvelrug. Hier bevond zich ook een nederzetting met dezelfde naam, later Maartensdijk genoemd.

## Geschiedenis
Oostveen maakte deel uit van het veenontginningsgebied dat vanaf de Vecht van west naar oost bestond uit de gebieden Breukeleveen, Tienhoven, Maarsseveen, Westbroek, Achttienhoven en Oostveen.
Het ontstaan van bovengenoemde ontginningen was pas mogelijk toen bisschop Godebald van Utrecht in 1122 de Kromme Rijn bij Wijk bij Duurstede liet afdammen. Diezelfde bisschop Godebald gaf daarna ontginningscontracten, Copes, uit.
Het gebied kwam in het bezit van de Domproosdij van Utrecht. De domproost zou tot 1795 heer van dit gebied blijven,
De oudste nederzetting in het gebied was Voordorp. In 1451 werd de kapel van Voordorp vervangen door een nieuwe met een geheel blauw interieur. De kapel werd daarom de Blaue Capel genoemd. Langzamerhand werd de naam Blauwkapel voor het hele dorp gebruikt en verdween de naam "Voordorp".
Vanaf 1164 tot 1795 was Oostveen een gerecht. In 1795 maakten de gerechten plaats voor municipaliteiten en vanaf 1813 voor gemeentes. In 1811 werd de gemeente Oostveen omgenoemd tot Maartensdijk. Tot ver in de negentiende eeuw werd de gemeente Maartensdijk als Oostveen aangeduid. Deze gemeente besloeg het hele gebied tussen Utrecht en Hilversum en was lange tijd de grootste gemeente van Nederland (ca. 20 km bij 5 km).
Een fietspad met de naam "Oostveense pad" herinnert nog aan de oude naam van dit gebied. Het loopt ten zuiden van Maartensdijk naar het bos Voordaan, richting Groenekan en loopt evenwijdig aan de A27.

## Zuiderzeekanaal
Reeds in de 15de eeuw waren er plannen om de stad Utrecht via een kanaal toegang te verschaffen aan de Zuiderzee om zo Utrecht te voorzien van een zeehaven. Een van de grote voorstanders hiervan was jonker Everard Meyster.
Het was pas in de Franse tijd dat er serieus werk is gemaakt van deze "Eemse vaart". Het kanaal zou van het noordoosten van de stad Utrecht door een groot deel van het Oostveen lopen, vervolgens door de Laagte van Pijnenburg via de rivier de Eem naar Spakenburg. Net buiten de Stadsbuitengracht van Utrecht hebben Franse soldaten een havenbekken uitgegraven waar nu het Griftpark ligt.
Na de val van het Franse Keizerrijk is definitief een einde gekomen aan deze plannen. Het overbodig geworden havenbekken werd daarna gebruikt voor het storten van huisvuil, en werd ook wel bekend onder de naam vaaltterrein of vaalthaven.

## Schouten van Oostveen
Schouten waren de voorlopers van de burgemeesters die zich tevens met rechtspraak bezighielden. De volgende personen zijn schout geweest over Oostveen.
| Periode       | Schout                       |
| ------------- | ---------------------------- |
| ±1552         | Steven Loby                  |
| ±1566         | Willem Jansz. Obijn          |
| 1572,1585     | Cornelis Jansz van Bockhoudt |
| ±1592         | Gerrit Adriaensz             |
| ±1599, 1606   | Cornelis Gerrits             |
| 1611          | Cornelis Heijnricks          |
| ±1621 - 1627  | Gosen van Milligen           |
| 1627 - 1630   | Jan van Milligen             |
| 1630 - 1654   | Floris UyttenEngh            |
| 1655 - 1657   | Cornelis Jacobs              |
| 1657 - 1675   | Willem Keerweer              |
| ±1676 - ±1693 | Francois de Roos             |
| ±1696 - ±1707 | Paulus van Schoonhoven       |
| ±1710 - 1714  | Johan van Schilperoort       |
| 1715 - 1759   | Johan Swaving                |
| 1759 - 1768   | David van Sorgen             |
| 1768 - 1788   | Willem van Soesbeek          |
| 1788 - 1809   | Huijbertus Jongeneel         |
| 1810 - 1811   | Roelof van Meerlant sr       |